# ماريانا فليتاس
ماريانا فليتاس (6 مارس 1981 - ) (بالإسبانية: Mariana Fleitas)‏ هي لاعبة كرة يد أوروغوايية.